# Montferland

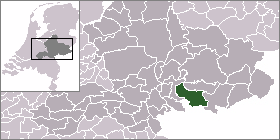
Montferlands läge

Montferland är en kommun i provinsen Gelderland i Nederländerna. Kommunens totala area är 110,12 km² (där 9,0 km² är vatten) och invånarantalet är på 35 304 invånare (2005).